# Повітряний режим фітоценозу
Повітряний режим фітоценозу (аерація) — зміна насиченості атмосфери, ґрунту або води киснем, необхідним для дихання рослин, а також наявність і співвідношення інших газів (азоту, вуглекислого газу, аргону та ін.). П.р.ф. у фітоценозах залежить від повітряних (і водних) потоків, від вологості повітря, термінів вегетації видів, що входять до фітоценозу, від різних алелохімічних характеристик видів фітоценозу (див. алелопатія) та інших причин.